# Metropolitana di Adana
La metropolitana di Adana è una metropolitana che serve la città di Adana.

## Linee e stazioni in costruzione
| # | Nome    | Apertura       | Lunghezza | N° stazioni |
| - | ------- | -------------- | --------- | ----------- |
| 1 | Linea 1 | 14 maggio 2010 | 13,5 km   | 13          |

### Stazioni
- Hastane
- Anadolu Lisesi
- Huzurevi
- Mavi Bulvar
- Yurt
- Yeşilyurt
- Fatih
- Vilayet
- İstiklal
- Kocavezir
- Hürriyet
- Cumhuriyet
- Akıncılar